# Fuckin' A
Fuckin' A è l'ottavo e ultimo album in studio del gruppo grindcore statunitense Anal Cunt, pubblicato nel 2010.

## Tracce
Testi e musiche di Seth Putnam e Josh Martin, eccetto dove indicato.
1. Fuck Yeah! – 2:06
2. Crankin' My Bands Demo on a Box at the Beach – 4:27
3. Loudest Stereo – 2:56
4. Kickin' Your Ass and Fuckin' Your Bitch (Putnam) – 2:17
5. Hot Girls on the Road – 2:03
6. Whiskey, Coke and Sluts – 3:06
7. All I Give a Fuck About Is Sex (Putnam) – 1:46
8. I'm Gonna Give You AIDS (Putnam) – 3:13
9. Yay! It's Pink! – 2:35
10. I Wish My Dealer Was Open – 5:25

## Formazione
- Seth Putnam – voce
- Josh Martin – chitarre, cori
- Tim Morse – batteria, cori